# Ma On Shan (stacja MTR)
Ma On Shan (chiński: 馬鞍山) – jedna ze stacji MTR, systemu szybkiej kolei w Hongkongu, na Ma On Shan  Line. Została otwarta 21 grudnia 2004. 
Znajduje się w centrum Ma On Shan, w dzielnicy Sha Tin, w Nowych Terytoriach.